# Quận LaRue, Kentucky
Quận LaRue là một quận thuộc tiểu bang Kentucky, Hoa Kỳ.
Quận này được đặt tên theo. Theo điều tra dân số của Cục điều tra dân số Hoa Kỳ năm 2000, quận có dân số 13373 người. Quận lỵ đóng ở.

## Địa lý
Theo Cục điều tra dân số Hoa Kỳ, quận có diện tích km2, trong đó có km2 là diện tích mặt nước.

## Thông tin nhân khẩu
Theo điều tra dân số 2 năm 2000 của Cục điều tra dân số Hoa Kỳ, quận đã có dân số có 13.373 người, 5.275 hộ gia đình, và 3.866 gia đình sống trong quận hạt. Mật độ dân số là 51 người trên một dặm vuông (20/km ²). Có 5.860 đơn vị nhà ở mật độ trung bình của 22 trên một dặm vuông (9/km ²). Cơ cấu chủng tộc của dân cư sinh sống trong quận này bao gồm 94,65% người da trắng, 3,54% da đen hay Mỹ gốc Phi, 0,19% người Mỹ bản xứ, 0,16% châu Á, Thái Bình Dương 0,03%, 0,34% từ các chủng tộc khác, và 1,10% từ hai hoặc nhiều chủng tộc. 1,05% dân số là người Hispanic hay Latino thuộc một chủng tộc nào.
Có 5.275 hộ, trong đó 32,50% có trẻ em dưới 18 tuổi sống chung với họ, 59,20% là đôi vợ chồng sống với nhau, 10,50% có nữ hộ và không có chồng, và 26,70% là không lập gia đình. 23,70% hộ gia đình đã được tạo ra từ các cá nhân và 11,20% có người sống một mình 65 tuổi hoặc lớn tuổi hơn. Cỡ hộ trung bình là 2,49 và cỡ gia đình trung bình là 2,94.
Trong dân số quận đã đạt mức trải ra với 25,00% dưới độ tuổi 18, 7,70% 18-24, 28,20% 25-44, 24,00% từ 45 đến 64, và 15,00% từ 65 tuổi trở lên người. Độ tuổi trung bình là 38 năm. Đối với mỗi 100 nữ có 95,40 nam giới. Đối với mỗi 100 nữ 18 tuổi trở lên, đã có 92,90 nam giới.
Thu nhập trung bình cho một hộ gia đình trong quận đã đạt mức USD 32.056, và thu nhập trung bình cho một gia đình là USD 37.786. Phái nam có thu nhập trung bình USD 30.907 so với 20.091 USD của phái nữ. Thu nhập bình quân đầu người của dân cư quận là 15.865 USD. 15,40% dân số và 12,60% của các gia đình sống dưới mức nghèo khổ. Trong tổng số người dân sống trong nghèo đói, 18,90% là ở độ tuổi dưới 18 và 16,40% là từ 65 tuổi trở lên.